# 大奧厄河
48°48′57″N 13°22′9.5″E / 48.81583°N 13.369306°E

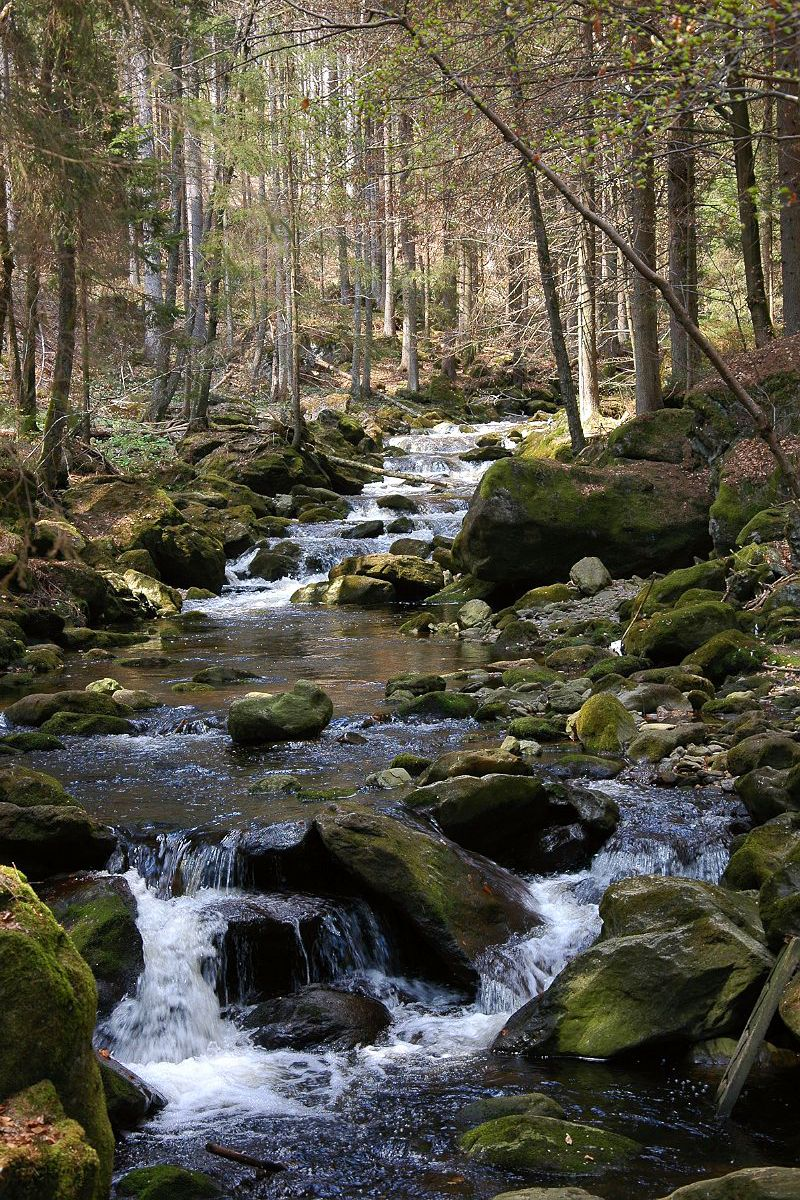
大奧厄河

大奧厄河（德語：Große Ohe），是德國的河流，位於該國東南部，由巴伐利亞負責管轄，與小奧厄河匯流成為伊爾茨河，河道全長25公里，流域面積199.7平方公里。